# Kim Henkel
Kim David Henkel (ur. 19 stycznia 1946 r.) – amerykański filmowiec – scenarzysta i producent, także reżyser.
Wspólnie z Tobe Hooperem napisał scenariusz do Teksańskiej masakry piłą mechaniczną (1974), jednego z najbardziej znanych horrorów, prekursora modnego głównie w latach osiemdziesiątych XX w. podgatunku slasher, projektu niezależnego, który zarobił ponad trzydzieści milionów dolarów. Po dwudziestu latach, w 1994 roku, wyreżyserował Następne pokolenie – trzeci już sequel Teksańskiej masakry piłą mechaniczną, który wypromował jako aktorów Renée Zellweger i Matthew McConaugheya. Jest także scenarzystą i producentem horroru Butcher Boys z 2012.